# ارنست بانتل
ارنست بانتل (انگلیسی: Ernst Bantle; ۱۶ فوریهٔ ۱۹۰۱ – ۱۳ آوریل ۱۹۷۸) بازیکن فوتبال اهل آلمان بود.
از باشگاه‌هایی که در آن بازی کرده‌است می‌توان به باشگاه فوتبال فرایبورگر اشاره کرد.
وی همچنین در تیم ملی فوتبال آلمان بازی کرده‌است.